# Henry Lau
Henry Lau (né le 11 octobre 1989), connu sous le nom d'Henry, est un auteur-compositeur-interprète, rappeur, danseur, Réalisateur artistique, beatboxer et acteur canadien travaillant actuellement en Corée du Sud et en Chine. Il est surtout connu comme membre de Super Junior-M, sous-groupe du boys band sud-coréen Super Junior. Bien que sa langue maternelle soit l'anglais, il parle aussi couramment le mandarin, coréen et le cantonais. Henry a fait ses débuts solo le 7 juin 2013 avec son premier mini-album, Trap. Il fait aussi partie de l'équipe de composition et de production, NoizeBank, formée de quatre membres, lui-même, Gen Neo, Neil Nallas et Isaac Han.
Son contrat avec la SM Entertainment s'est terminé en avril 2018. Il a ensuite signé un contrat avec une nouvelle agence nommée Monster Entertainment Group en juillet 2018 et ouvert son propre studio d'enregistrement en Chine.

## Fan-club
Il a surnommé ses fans "Hennim".

## Jeunesse
Le père d'Henry vient de Hong Kong et a des ancêtres Teochew Quant à sa mère, elle est de Pingtung à Taïwan. Il a grandi au Canada, à Willowdale, une zone à revenu intermédiaire située dans le quartier de North York de la ville de Toronto.

## Discographie

### Coréenne

#### Extended plays (EPs)
- 2013 : Trap
- 2014 : Fantastic
- 2015 : Team Never Stop
- 2020 : Journey

#### Singles
- 2013 : 1-4-3 (I Love You)
- 2017 : 끌리는 대로 (I'm good)
- 2017 : That One
- 2019 : Untitled Love Song
- 2020 : RADIO

### Japonaise

#### Singles
- 2014 : Fantastic

### Collaborations
| Année | Album                              | Chanson          | Durée | Artiste(s)                                |
| ----- | ---------------------------------- | ---------------- | ----- | ----------------------------------------- |
| 2009  | Moving On                          | Love Me          | 03:33 | avec Zhang Liyin                          |
| 2012  | Only One                           | One Dream        | 02:28 | Trio avec BoA et Key                      |
| 2014  | Ride Me                            | Love That I Need | 03:26 | avec Donghae & Eunhyuk (Super Junior-D&E) |
| 2015  | The Beat Goes On (Special Edition) | Love That I Need |       | avec Donghae & Eunhyuk (Super Junior-D&E) |

## Filmographie

### Films
| Année | Titre                    | Rôle  |
| ----- | ------------------------ | ----- |
| 2013  | Final Recipe             | Mark  |
| 2019  | Mes autres vies de chien | Trent |

### Dramas
| Année | Chaîne       | Titre                     | Rôle         |
| ----- | ------------ | ------------------------- | ------------ |
| 2009  | CCTV: CCTV-8 | Stage of Youth (青春舞台) | Cameo        |
| 2013  | CCTV: CCTV-8 | My Sweet City             | TBA          |
| 2015  | Mnet         | Persevere, Goo Hae-ra     | Henry        |
| 2015  | KBS2         | Oh My Venus               | Kim Ji-woong |

### Shows TV
| Année | Chaîne       | Titre                      | Notes                                       | Langue(s)        |
| ----- | ------------ | -------------------------- | ------------------------------------------- | ---------------- |
| 2007  | SBS          | Star King                  | Invité                                      | Coréen           |
| 2008  | CCTV: CCTV-3 | 勇往直前                   | Invité                                      | Mandarin Chinois |
| 2009  | CTV          | Variety Big Brother        | Invité                                      | Mandarin Chinois |
| 2009  | HBS: HNTV    | Happy Camp                 | Invité                                      | Mandarin Chinois |
| 2009  | SBS          | Star King                  | Invité                                      | Coréen           |
| 2011  | SBS          | Strong Heart               | Invité                                      | Coréen           |
| 2011  | CCTV: CCTV-3 | 開心歌迷匯                 | Invité                                      | Mandarin Chinois |
| 2011  | CTV          | Variety Big Brother        | Invité                                      | Mandarin Chinois |
| 2013  | Olive TV     | MasterChef Korea Celebrity | Célébrité participante                      | Coréen           |
| 2013  | HBS: HNTV    | Happy Camp                 | Invité                                      | Mandarin Chinois |
| 2013  | KBS2         | Happy Together             | Invité                                      | Coréen           |
| 2013  | KBS          | Hello Counselor            | Invité                                      | Coréen           |
| 2013  | KBS          | Mamma Mia                  | Invité                                      | Coréen           |
| 2014  | MBC          | Real Man                   | Membre du casting                           | Coréen           |
| 2014  | KBS          | Happy Together             | Invité                                      | Coréen           |
| 2014  | SBS          | Clenched Fist Chef         | Avec Victoria Song et Kangin                | Coréen           |
| 2014  | JTBC         | Crime Scene                | Invité                                      | Coréen           |
| 2014  | tvN          | Always Cantare             | Orchestra performer                         | Coréen           |
| 2015  | MBC          | We Got Married             | avec Yewon                                  | Coréen           |
| 2015  | SBS          | Roommate                   | Invité avec Amber de F(x) et BamBam de Got7 | Coréen           |
| 2015  | KBS          | Happy Together             | Invité avec Amber de F(x)                   | Coréen           |
| 2015  | SBS          | Running Man                | Invité avec Amber de F(x) ÉP.248            | Coréen           |
| 2015  | KBS          | 2 Days & 1 Night           | Invité                                      | Coréen           |

### Radio
| Année | Station     | Titre                       | Notes                 |
| ----- | ----------- | --------------------------- | --------------------- |
| 2013  | KBS Cool FM | Super Junior Kiss The Radio | "Goodnight Pops" host |

### Hôte
| Année | Chaîne  | Titre        | Notes                     |
| ----- | ------- | ------------ | ------------------------- |
| 2013  | Arirang | Simply K-pop | Épisode du 2 juillet 2013 |

### Apparitions dans des clips vidéos
| Année | Titre                    | Notes |
| ----- | ------------------------ | ----- |
| 2015  | Amber - Shake That Brass | Caméo |

### Programmes venant de Hong Kong
- 2011/05/01 《Hong Kong Asian-Pop Music Festival 2011》
- 2013/07/01 《Hong Kong Dome Festival》
- 2013/07/01 《Jade Solid Gold (2013勁歌金曲優秀選第一回) 》

### Programmes venant de Taïwan
- 2011/04/04 《就是愛JK》
- 2011/04/05 《就是愛JK》
- 2011/04/04 《壹級娛樂》
- 2011/04/20 《佼個朋友吧》
- 2011/05/01 《驚奇四潮男》
- 2011/05/02 《日韓音樂瘋》
- 2011/05/03 《日韓音樂瘋》
- 2011/05/04 《日韓音樂瘋》
- 2011/05/07 《黃金舞台》(挑戰中國特技)
- 2011/05/14 《黃金舞台》[誰是大騙子(演技考驗)]
- 2011/05/21 《黃金舞台》(中華料理廚藝大比拼)
- 2011/05/28 《黃金舞台》(熱血男孩趣味競賽)
- 2011/06/04 《黃金舞台》(台灣傳統工藝)
- 2011/06/06 《台韓友好演唱會》
- 2011/06/04 《娛樂@亞洲》[當我們宅在台灣(上)]
- 2011/06/11 《娛樂@亞洲》[當我們宅在台灣(下)]
- 2011/09/25 《名人帶路》(平溪中文體驗任務)
- 2011/10/02 《名人帶路》(台南花園夜市美食大進擊)
- 2011/10/09 《名人帶路》(台北時尚新體驗)
- 2011/10/16 《名人帶路》(台中 2000元美味挑戰)
- 2011/10/23 《名人帶路》(刺激！中文測驗樂園)
- 2011/10/30 《名人帶路》(熱血海灘假期 墾丁)
- 2012/01/22 《名人帶路》(超坦白真心話大冒險)
- 2012/01/22 《名人帶路》(獨家花絮大直擊)

## Récompenses et nominations
| Année | Titre                                                          | Catégorie                                                         | Résultat   |
| ----- | -------------------------------------------------------------- | ----------------------------------------------------------------- | ---------- |
| 2004  | Canadian Royal Conservatory of Music (RCM) Regional Gold Medal | Level 10 violin                                                   | Lauréat    |
| 2007  | Jean Lumb AWARDS                                               | 10th Anniversary Commemorative Awards for Outstanding Achievement | Lauréat    |
| 2013  | 2013 Mnet 20's Choice                                          | 20's Booming Star Male                                            | Nomination |
| 2013  | Worlds Music Awards                                            | Worlds Best Male Artist                                           | Nomination |
| 2013  | Worlds Music Awards                                            | Worlds Best Live Act                                              | Nomination |
| 2013  | Worlds Music Awards                                            | Worlds Best Entertainer of the Year                               | Nomination |
| 2014  | Hong Kong IFPI Awards                                          | Korea-Japan Top Sales Album "Trap" Mini Album                     | Lauréat    |
| 2014  | Singapore Entertainment Awards                                 | Best New Artist from Asia                                         | Lauréat    |
| 2014  | Singapore Entertainment Awards                                 | Most Popular K-Pop Music Video "Trap"                             | Lauréat    |
| 2014  | HK Metro Radio Mandarin Hits Music Awards                      | Best Male Dance Artist                                            | Lauréat    |
| 2014  | HK Metro Radio Mandarin Hits Music Awards                      | Best Popular Idol                                                 | Lauréat    |
| 2014  | MBC Entertainment Awards                                       | Rookie Male Award                                                 | Lauréat    |